# Општина Којука де Бенитез (Гереро)
Којука де Бенитез (шп. Coyuca de Benítez) општина је у Мексику у савезној држави Гереро. Општина се налази на надморској висини од 38 м.

## Становништво
Према подацима из 2010. у општини је живело 73460 становника.

### Хронологија
| Година       | 2000                  | 2005                  | 2010                  |
| ------------ | --------------------- | --------------------- | --------------------- |
| Становништво | 69059 (33622 / 35437) | 69064 (33577 / 35487) | 73460 (35960 / 37500) |

### Попис
| \| \| м \| \| \| ж \| \| 0—2 \| 2.162 \| \| \| 2.077 \| \| 3—5 \| 2.183 \| \| \| 2.127 \| \| 6—11 \| 4.912 \| \| \| 4.873 \| \| 12—14 \| 2.654 \| \| \| 2.646 \| \| 15—17 \| 2.589 \| \| \| 2.602 \| \| 18—24 \| 4.458 \| \| \| 4.631 \| \| 60+ \| 3.760 \| \| \| 4.084 \| \| Просек : \| 27,9 \| \| \| 28,7 \| |       |  |  |       |
| |       |  |  |       |
| | м     |  |  | ж     |
| 0—2 | 2.162 |  |  | 2.077 |
| 3—5 | 2.183 |  |  | 2.127 |
| 6—11 | 4.912 |  |  | 4.873 |
| 12—14 | 2.654 |  |  | 2.646 |
| 15—17 | 2.589 |  |  | 2.602 |
| 18—24 | 4.458 |  |  | 4.631 |
| 60+ | 3.760 |  |  | 4.084 |
| Просек : | 27,9  |  |  | 28,7  |

| #   | Индикатор                                                                                        | Вредност |
| --- | ------------------------------------------------------------------------------------------------ | -------- |
| 1   | Становништво од 0 до 2 године                                                                    | 4239     |
| 2   | Мушко становништво од 0 до 2 године                                                              | 2162     |
| 3   | Женско становништво од 0 до 2 године                                                             | 2077     |
| 4   | Становништво са 3 и више година                                                                  | 69149    |
| 5   | Мушко становништво са 3 и више година                                                            | 33760    |
| 6   | Женско становништво са 3 и више година                                                           | 35389    |
| 7   | Становништво са 5 и више година                                                                  | 66313    |
| 8   | Мушко становништво са 5 и више година                                                            | 32326    |
| 9   | Женско становништво са 5 и више година                                                           | 33987    |
| 10  | Становништво са 12 и више година                                                                 | 55054    |
| 11  | Мушко становништво са 12 и више година                                                           | 26665    |
| 12  | Женско становништво са 12 и више година                                                          | 28389    |
| 13  | Становништво са 15 и више година                                                                 | 49754    |
| 14  | Мушко становништво са 15 и више година                                                           | 24011    |
| 15  | Женско становништво са 15 и више година                                                          | 25743    |
| 16  | Становништво са 18 и више година                                                                 | 44563    |
| 17  | Мушко становништво са 18 и више година                                                           | 21422    |
| 18  | Женско становништво са 18 и више година                                                          | 23141    |
| 19  | Становништво од 3 до 5 година                                                                    | 4310     |
| 20  | Мушко становништво од 3 до 5 година                                                              | 2183     |
| 21  | Женско становништво од 3 до 5 година                                                             | 2127     |
| 22  | Становништво од 6 до 11 година                                                                   | 9785     |
| 23  | Мушко становништво од 6 до 11 година                                                             | 4912     |
| 24  | Женско становништво од 6 до 11 година                                                            | 4873     |
| 25  | Становништво од 8 до 14 година                                                                   | 11936    |
| 26  | Мушко становништво од 8 до 14 година                                                             | 6008     |
| 27  | Женско становништво од 8 до 14 година                                                            | 5928     |
| 28  | Становништво од 12 до 14 година                                                                  | 5300     |
| 29  | Мушко становништво од 12 до 14 година                                                            | 2654     |
| 30  | Женско становништво од 12 до 14 година                                                           | 2646     |
| 31  | Становништво од 15 до 17 година                                                                  | 5191     |
| 32  | Мушко становништво од 15 до 17 година                                                            | 2589     |
| 33  | Женско становништво од 15 до 17 година                                                           | 2602     |
| 34  | Становништво од 18 до 24 године                                                                  | 9089     |
| 35  | Мушко становништво од 18 до 24 године                                                            | 4458     |
| 36  | Женско становништво од 18 до 24 године                                                           | 4631     |
| 37  | Женско становништво од 15 до 49 година                                                           | 18590    |
| 38  | Становништво са 60 и више година                                                                 | 7844     |
| 39  | Мушко становништво са 60 и више година                                                           | 3760     |
| 40  | Женско становништво са 60 и више година                                                          | 4084     |
| 41  | Однос између мушкараца и жена                                                                    | 95.89    |
| 42  | Становништво од нуле до 14 година                                                                | 23634    |
| 43  | Становништво од 15 до 64 године                                                                  | 44044    |
| 44  | Становништво од 65 година и више                                                                 | 5710     |
| 45  | Просечан број деце                                                                               | 2.87     |
| 46  | Становништво рођено у ентитету                                                                   | 70874    |
| 47  | Мушко становништво рођено у ентитету                                                             | 34702    |
| 48  | Женско становништво рођено у ентитету                                                            | 36172    |
| 49  | Становништво рођено у другом ентитету                                                            | 2032     |
| 50  | Мушко становништво рођено у другом ентитету                                                      | 986      |
| 51  | Женско становништво рођено у другом ентитету                                                     | 1046     |
| 52  | Становништво од 5 година и више резидентно у ентитету у јуну 2005. године                        | 64487    |
| 53  | Мушко становништво старосног доба од 5 година и више, резидентно у ентитету у јуну 2005. године  | 31264    |
| 54  | Женско становништво старосног доба од 5 и више година, резидентно у ентитету у јуну 2005. године | 33223    |
| 55  | Становништво од 5 година и више које је живело у другом ентитету у јуну 2005. године             | 771      |
| 56  | Мушко становништво старије од 5 година које је живело у другом ентитету у јуну 2005. године      | 389      |
| 57  | Женско становништво старије од 5 година које је живело у другом ентитету у јуну 2005. године     | 382      |
| 58  | Становништво од 3 године и више које говори аутохтони језик                                      | 313      |
| 59  | Мушко становништво старо 3 године и више које говори аутохтони језик                             | 163      |
| 60  | Женско становништво старо 3 године и више које говори аутохтони језик                            | 150      |
| 61  | Становништво од 3 године и више које говори аутохтони језик и не говори шпански језик            | 4        |
| 62  | Мушко становништво старо 3 године и више које говори аутохтони језик и не говори шпански         | 1        |
| 63  | Женско становништво старо 3 године и више које говори аутохтони језик и не говори шпански језик  | 3        |
| 64  | Становништво старо 3 године и више које говори аутохтони језик и шпански                         | 237      |
| 65  | Мушко становништво старо 3 године и више које говори аутохтони језик и шпански                   | 121      |
| 66  | Женско становништво старо 3 године и више које говори аутохтони језик и шпански                  | 116      |
| 67  | Становништво од 5 година и више које говори аутохтони језик                                      | 304      |
| 68  | Становништво од 5 година и више које говори аутохтони језик и не говори шпански језик            | 3        |
| 69  | Становништво од 5 година и више које говори аутохтони језик и говори шпански језик               | 232      |
| 70  | Становништво у домородачким домаћинствима                                                        | 708      |
| 71  | Становништво са ограничењима у активностима                                                      | 2371     |
| 72  | Становништво са ограниченим ходањем или кретањем, горе или доле                                  | 1302     |
| 73  | Становници са ограничењима вида, чак и уз кориштење сочива                                       | 572      |
| 74  | Становништво са ограничењима говора, комуникације или конверзације                               | 269      |
| 75  | Становништво са ограниченим слухом                                                               | 292      |
| 76  | Становништво са ограничењима при одевању, купању или јелу                                        | 117      |
| 77  | Становништво са ограничењима у опажању или учењу једноставних ствари                             | 109      |
| 78  | Становништво са менталним ограничењима                                                           | 254      |
| 79  | Становништво без ограничења активности                                                           | 70452    |
| 80  | Становништво од 3 до 5 година које не похађа школу                                               | 1953     |
| 81  | Мушко становништво од 3 до 5 година које не похађа школу                                         | 989      |
| 82  | Женско становништво од 3 до 5 година које не похађа школу                                        | 964      |
| 83  | Становништво од 6 до 11 година које не похађа школу                                              | 373      |
| 84  | Мушко становништво од 6 до 11 година које не похађа школу                                        | 206      |
| 85  | Женско становништво од 6 до 11 година које не похађа школу                                       | 167      |
| 86  | Становништво од 12 до 14 година које не похађа школу                                             | 375      |
| 87  | Мушко становништво од 12 до 14 година које не похађа школу                                       | 206      |
| 88  | Женско становништво од 12 до 14 година које не похађа школу                                      | 169      |
| 89  | Становништво од 15 до 17 година похађа школу                                                     | 3507     |
| 90  | Мушко становништво од 15 до 17 година похађа школу                                               | 1789     |
| 91  | Женско становништво између 15 и 17 година живота у школи                                         | 1718     |
| 92  | Становништво од 18 до 24 године похађа школу                                                     | 1854     |
| 93  | Мушко становништво од 18 до 24 године похађа школу                                               | 903      |
| 94  | Женско становништво од 18 до 24 године похађа школу                                              | 951      |
| 95  | Становништво од 8 до 14 година које не може да чита и пише                                       | 807      |
| 96  | Мушко становништво старосног доба од 8 до 14 година које не може да чита и пише                  | 481      |
| 97  | Женско становништво старосног доби од 8 до 14 година које не може да чита и пише                 | 326      |
| 98  | Становништво од 15 година и више које је неписмено                                               | 7985     |
| 99  | Мушко становништво од 15 година и више које је неписмено                                         | 3302     |
| 100 | Женско становништво од 15 година и више које је неписмено                                        | 4683     |
| 101 | Становништво старо 15 и више година без школовања                                                | 7815     |
| 102 | Мушко становништво старо 15 и више година без школовања                                          | 3360     |
| 103 | Женско становништво старо 15 и више година без школовања                                         | 4455     |
| 104 | Становништво старосног доба 15 и више година са непотпуним основним образовањем                  | 7770     |
| 105 | Мушко становништво старосног доба од 15 година и више са непотпуном основним образовањем         | 3523     |
| 106 | Женско становништво старосног доба 15 и више година са непотпуном основним образовањем           | 4247     |
| 107 | Становништво старо 15 и више година са комплетним основним образовањем                           | 7552     |
| 108 | Мушко становништво старо 15 година и више са комплетним основним образовањем                     | 3442     |
| 109 | Женско становништво старо 15 и више година са комплетним основним образовањем                    | 4110     |
| 110 | Становништво старосног доба 15 и више година са непотпуним средњим образовањем                   | 3479     |
| 111 | Мушко становништво старосног доба од 15 година и више са непотпуним средњим образовањем          | 1775     |
| 112 | Женско становништво старосног доба од 15 година и више са непотпуним средњим образовањем         | 1704     |
| 113 | Становништво старо 15 и више година са пуним секундарном образовањем                             | 10284    |
| 114 | Мушко становништво старосног доба од 15 година и више са пуним секундарном образовањем           | 5425     |
| 115 | Женско становништво старосног доба од 15 година и више са пуним секундарном образовањем          | 4859     |
| 116 | Становништво старије од 18 година са постосновним образовањем                                    | 11240    |
| 117 | Мушко становништво старије од 18 година са постосновним образовањем                              | 5751     |
| 118 | Женско становништво старије од 18 година са постосновним образовањем                             | 5489     |
| 119 | Просечна оцена школовања                                                                         | 7.02     |
| 120 | Просечан ниво образовања мушке популације                                                        | 7.3      |
| 121 | Просечан ниво образовања женског становништва                                                    | 6.76     |
| 122 | Економски активно становништво                                                                   | 26602    |
| 123 | Економски активна мушка популација                                                               | 19924    |
| 124 | Економски активна женска популација                                                              | 6678     |
| 125 | Становништво које није економски активно                                                         | 28091    |
| 126 | Мушко становништво које није економски активно                                                   | 6523     |
| 127 | Женско становништво које није економски активно                                                  | 21568    |
| 128 | Запослено становништво                                                                           | 25899    |
| 129 | Запослено мушко становништво                                                                     | 19326    |
| 130 | Запослено женско становништво                                                                    | 6573     |
| 131 | Незапослена популација                                                                           | 703      |
| 132 | Незапослена мушка популација                                                                     | 598      |
| 133 | Незапослена женска популација                                                                    | 105      |
| 134 | Становништво без права на здравствене услуге                                                     | 41312    |
| 135 | Становништво које има право на здравствене услуге                                                | 31950    |
| 136 | Становништво које има право на ИМСС                                                              | 5852     |
| 137 | Становништво које има право на социјално осигурање                                               | 5810     |
| 138 | Становништво које има право на државно социјално осигурање                                       | 143      |
| 139 | Становништво које има право на опште осигурање или здравствено осигурање за нову генерацију      | 17376    |
| 140 | Становништво које је било једном или није било у браку током 12 година и више                    | 18179    |
| 141 | Венчано или уједињено становништво од 12 година и више                                           | 30577    |
| 142 | Становништво које је било у браку или уједињено 12 година и више                                 | 6209     |
| 143 | Становништво са католичком религијом                                                             | 64925    |
| 144 | Протестанти, еванђелисти и библијски следбеници различити од еванђелиста                         | 6521     |
| 145 | Становништво са другим религијама различитим од претходних                                       | 9        |
| 146 | Становништво без религије                                                                        | 1133     |
| 147 | Укупно пописаних домаћинства                                                                     | 18520    |
| 148 | Пописна домаћинства на челу са мушкарцима                                                        | 13661    |
| 149 | Пописна домаћинства на челу са женама                                                            | 4859     |
| 150 | Становништво у пописним домаћинствима                                                            | 73401    |
| 151 | Становништво у пописним домаћинствима на челу са мушкарцима                                      | 56945    |
| 152 | Становништво у пописним домаћинствима на челу са женама                                          | 16456    |
| 153 | Укупно домаћинстава                                                                              | 22901    |
| 154 | Укупно насељених домаћинстава                                                                    | 18539    |
| 155 | Укупно приватних кућа                                                                            | 22882    |
| 156 | Насељени приватни домови                                                                         | 18520    |
| 157 | Укупно насељених приватних кућа                                                                  | 18538    |
| 158 | Ненасељене приватне куће                                                                         | 3081     |
| 159 | Појединачна домаћинства за привремену употребу                                                   | 1281     |
| 160 | Становници у насељеним приватним кућама                                                          | 73401    |
| 161 | Насељеност станара у приватним становима                                                         | 3.96     |
| 162 | Просечно становника по соби у приватним насељеним домаћинствима                                  | 1.53     |
| 163 | Појединачна домаћинства са подовима од различитих материјала од земље                            | 13300    |
| 164 | Појединачна домаћинства у приземљу                                                               | 5127     |
| 165 | Појединачна домаћинства са једном спаваћом собом                                                 | 10626    |
| 166 | Појединачна домаћинства са две спаваће собе и више                                               | 7839     |
| 167 | Појединачна домаћинства са једним собом                                                          | 4043     |
| 168 | Појединачна домаћинства са две собе                                                              | 5859     |
| 169 | Појединачна домаћинства са 3 собе и више                                                         | 8546     |
| 170 | Појединачна домаћинства која имају електрично светло                                             | 18029    |
| 171 | Појединачна домаћинства која немају електрично светло                                            | 424      |
| 172 | Појединачна домаћинства која имају водоводну воду у стамбеном простору                           | 7805     |
| 173 | Појединачна домаћинства која немају водоводну воду у стамбеном простору                          | 10605    |
| 174 | Појединачна домаћинства која имају тоалет                                                        | 14023    |
| 175 | Појединачна домаћинства која имају канализацију                                                  | 13565    |
| 176 | Појединачна домаћинства која немају канализацију                                                 | 4648     |
| 177 | Појединачна домаћинства која имају електрично светло, довод воде из јавне мреже и канализацију   | 5770     |
| 178 | Појединачна домаћинства без икаквих услова                                                       | 1155     |
| 179 | Појединачна домаћинства која имају радио                                                         | 11339    |
| 180 | Појединачна домаћинства која имају телевизор                                                     | 16041    |
| 181 | Појединачна домаћинства која имају фрижидер                                                      | 13593    |
| 182 | Појединачна домаћинства која имају машину за веш                                                 | 6647     |
| 183 | Појединачна домаћинства која имају аутомобил или комби                                           | 3164     |
| 184 | Појединачна домаћинства која имају рачунар                                                       | 1600     |
| 185 | Појединачна домаћинства која имају фиксну телефонску линију                                      | 4524     |
| 186 | Појединачна домаћинства која имају мобилни телефон                                               | 7681     |
| 187 | Појединачна домаћинства која имају приступ интернету                                             | 902      |